# فورت اتکینسون (آیووا)
فورت اتکینسون (به انگلیسی: Fort Atkinson) شهری در ایالت آیووا کشور ایالات متحده آمریکا است که جمعیت آن در سرشماری سال ۲۰۱۰ میلادی، ۳۴۹ نفر بوده‌است.